# 앨라배마주 총기 난사 사건

미국 앨라배마주 제네바 군의 위치

앨라배마주 총기 난사 사건은 2009년 3월 10일 미국 앨라배마주에서 일어난 연쇄 총기 난사 사건이다.
앨라배마주 남부의 제네바 군에 있는 제네바와 샘슨 지역에서 연쇄적으로 총기 난사가 이루어졌고, 용의자를 포함하여 총 11명이 사망했다. 희생자는 용의자의 가족도 포함됐으며 용의자는 자신의 어머니의 집도 태운 것으로 알려졌다. 용의자는 총상을 당해 숨졌는데, 자살한 것인지는 확실히 밝혀지지 않았으나, 후에 스스로 자살한 것으로 판명됐다.

## 경과
샘슨의 주유소에서 공격이 시작됐으며 5명이 이동 주택 주차구역에서 총격을 당해 사망했다. 제네바에서 더 많은 사람들이 총상을 당했으며 인근 간선도로를 주행하던 차에 대고 총을 쐈다고 한다.
경찰 병력이 투입돼 용의자가 운전하던 차를 추격했으며 이 과정에서 용의자는 페인트 공장 앞에서 사망했다. 이 과정에서 제네바 시 경찰서장인 프랭키 린지가 부상당했다.

## 희생자
희생자들의 나이는 18세에서 74세 사이인 것으로 밝혀졌다. 지역 경찰관에 따르면 희생자 중에는 부보안관의 부인과 자녀도 포함돼 있었다.